# Александров, Анатолий Петрович
Анато́лий Петро́вич Алекса́ндров (31 января [13 февраля] 1903, Тараща, Киевская губерния — 3 февраля 1994, Москва) — советский физик, академик АН СССР (1953; член-корреспондент 1943), доктор физико-математических наук (1941), педагог, профессор. Трижды Герой Социалистического Труда (1954, 1960, 1973). Президент Академии наук СССР в 1975—1986 гг. Член ЦК КПСС (1966—1989).
Лауреат Ленинской премии (1959), Государственной премии СССР (1984) и четырёх Сталинских премий (1942, 1949, 1951, 1953). Член КПСС с 1961 года.
Депутат Совета Союза Верховного Совета СССР 5—6-го (1958—1966) и 10—11-го (1979—1989) созывов от г. Москвы.
Один из основателей советской ядерной энергетики. Основные труды в области ядерной физики, физики твёрдого тела, физики полимеров.
А. П. Александров был избран почётным членом академии наук Армянской ССР  (1984),  академии наук Азербайджанской ССР, иностранным членом Болгарской академии наук (1976).

## Биография
Родился 31 января (13 февраля) 1903 года в городе Тараща Киевской губернии.
Он был третьим ребёнком в семье надворного советника Петра Павловича и Эллы Эдуардовны Александровых. Пётр Павлович исполнял должность мирового судьи в маленьком городке Тараща, Киевской губернии. Корни по отцовской линии — в Саратове, дед занимался торговлей зерном. Мать по происхождению наполовину шведка. Крёстным Анатолия был его дядя, Роберт Эдуардович Классон, в будущем крупный инженер-энергетик, проектировщик первых электростанций в России, соавтор плана ГОЭЛРО. В три года Анатолий осиротел — умерла мама. Тогда же П. П. Александрова перевели мировым судьёй в Киев. Детей (Валерию, Бориса и Анатолия) воспитывала бабушка Анна Карловна, немка по происхождению. В доме говорили на трёх языках: русском, немецком и украинском.
В 1912-м году Анатолий Петрович поступил в Киевское реальное училище, которое окончил в 1918-м году уже в разгар Гражданской войны, когда Киев находился под контролем немцев. Аттестат давал право на поступление в университет на физико-математический или медицинский факультет. После ухода немцев по призыву гетмана Скоропадского записался в русские добровольческие части для защиты города от петлюровцев и большевиков.
Когда Красная армия захватила Киев 5 февраля 1919 года, Александров с приятелем был на даче в Млынке. Согласно семейным хроникам, «на обратном пути в Киев на железнодорожной станции Фастов Толя встретил знакомого офицера, соседа по киевской квартире. Офицер сказал молодым людям, что город захвачен большевиками и туда ехать нельзя, но если они истинные русские патриоты, то должны продолжать защищать свою родину уже в рядах Белой гвардии. Мальчики ушли с ним в Крым».
В Крыму в 16 лет он стал юнкером, затем воевал в составе Русской армии Врангеля пулемётчиком и был награждён тремя георгиевскими крестами. Осенью 1920 года, когда войска белых сдавали Крым, в последних боях по разные стороны участвовали юнкер Александров и командир взвода 1-й отдельной кавалерийской бригады Первой конной армии Ефим Славский — будущий министр среднего машиностроения СССР. Впоследствии, в советское время, они очень сдружились и иногда дискутировали, что было бы, встреться они в бою.
При эвакуации армии Врангеля из Крыма Александров предпочёл остаться. Во время массовых убийств в Крыму был схвачен, но благодаря стечению обстоятельств сбежал из плена и выбрался с полуострова.
Позже работал ассистентом в Киевском горном институте, электромонтёром, электротехником в Киевском физико-химическом обществе при Политпросвете и преподавателем средней школы в селе Белки Киевской области. Несколько лет совмещал учёбу на физико-математическом факультете Киевского университета, где учился с 1924 года по 1930 год, с преподаванием физики и химии в 79-й школе в Киеве.

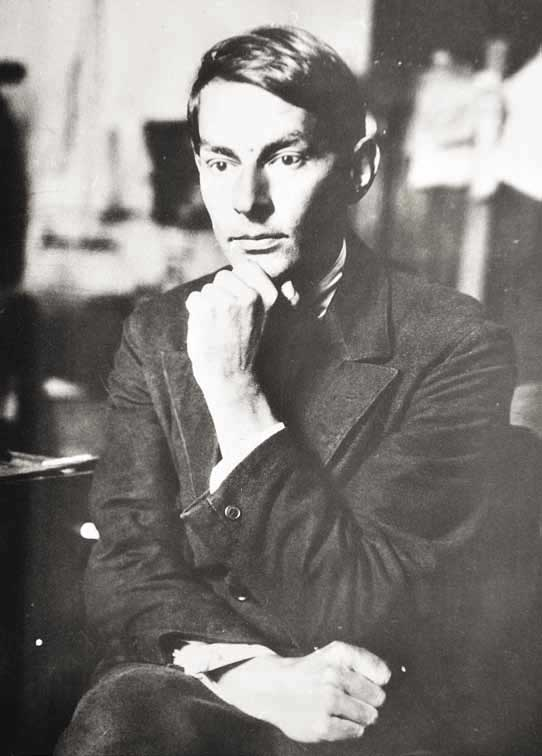
Физик Анатолий Александров в 1931 году

По окончании Киевского университета (физический факультет, 1930), работал в Киевском рентгеновском (медицинском) институте в рентгено-физическом отделе, а затем в ЛФТИ, где совместно с С. Н. Журковым и П. П. Кобеко разработал статистическую теорию прочности. Докторская диссертация — «Релаксация в полимерах» (1941).
С весны 1931 года до начала Великой Отечественной войны работал в Ленинградском Политехническом Институте им. М. И. Калинина, где стал кандидатом, а потом и доктором физико-математических наук.
Перед началом Великой Отечественной войны совместно с И. В. Курчатовым и В. М. Тучкевичем разработал метод защиты кораблей от магнитных мин (первые испытания состоялись на линкоре «Марат» в октябре 1938 года, акт приёмки работ был подписан 18 июня 1941 года), затем успешно применявшийся на советском военном флоте (при обороне Севастополя, во время блокады Ленинграда, на Волге в 1942 году, на Балтике, на Северном флоте) и на гражданских судах.
Уже 9 августа 1941 года А. П. Александров и И. В. Курчатов прибыли в Севастополь для организации работ по оборудованию кораблей Черноморского флота «системой ЛФТИ», и к концу октября она была установлена более чем на 50 кораблях; при этом Александров и Курчатов продолжали исследования по её совершенствованию.
В память об этом в 1976 году в Севастополе была установлена гранитная стела, а 28 октября 2011 года в здании ФТИ им. А. Ф. Иоффе — мемориальная доска.
С 1943 года Александров участвовал в создании атомного оружия. Стал заместителем И. В. Курчатова в Лаборатории № 2 АН СССР (позже ставшей известной как Институт атомной энергии им. И. В. Курчатова).
В 1946—1955 был директором Института физических проблем АН СССР (был назначен вместо опального П. Л. Капицы).
В 1951 году именно Александров на совещании с Курчатовым принял решение о возможности применения изменений, предложенных Б. Г. Дубовским для решения проблем с активной зоной реактора АИ-1.
В 1955 году стал заместителем директора Института атомной энергии, а после смерти Курчатова (1960) стал его директором.

У него была «двойная биография». Он участвовал в Гражданской войне на стороне белых. Знал, что об этом известно в ведомстве Берии, и понимал, что любое отступление, неосторожное высказывание, неудача могут быть использованы против него. А потому всегда был «застегнут на все пуговицы». Анатолий Петрович немного «отпустил» себя только в последние годы жизни, «растопился», стал более доверителен. Его любили, но по-другому, чем Курчатова. Преклонялись перед его авторитетом, чувством ответственности, готовностью разделить опасность.
— А. К. Гуськова, «Атомная отрасль страны глазами врача»
По инициативе Александрова и при его участии были разработаны и построены судовые энергетические установки для атомных ледоколов «Ленин», «Арктика» и «Сибирь».
Решение о создании в СССР нового вида подводных кораблей в Северодвинске (Молотовске) — первой в СССР подводной лодки с ядерной двигательной установкой принимал лично Председатель правительства СССР И. В. Сталин.
Именно под руководством Александрова в небывало короткий срок были решены технические, организационные и производственные проблемы при строительстве первой в СССР атомной подводной лодки с ядерной двигательной установкой. В итоге за 1952—1972 годы Севмашпредприятие освоило производство и серийный выпуск подводных лодок с ядерной двигательной установкой и стало крупнейшим в СССР и мире центром атомного подводного судостроения. На Севмашпредприятии было построено 163 боевых подводных лодки, в 1970-х годах предприятие выпускало атомные подводные лодки проекта 941 «Акула» («Тайфун»), которые были занесены в книгу рекордов Гиннесса как самые большие подводные лодки в мире.
В 1983 году Александрову было присвоено звание почетного гражданина Северодвинска.
В 1960-е годы по инициативе Александрова в ИАЭ им. И. В. Курчатова была построена крупнейшая в СССР установка по сжижению гелия. Это обеспечило широкий фронт фундаментальных исследований по физике низких температур, а также по техническому использованию сверхпроводимости. Являлся научным руководителем проекта реакторных установок типа РБМК.
С 25 ноября 1975 года по 16 октября 1986 года — президент Академии наук СССР (избран на безальтернативной основе). Владимир Н. Ерёменко вспоминал, как на одном из партийных съездов Александров выступая «произнёс очень яркую и смелую по тем временам речь», в которой, отрываясь от текста доклада, подверг критике «наши правительственные порядки и качество жизни».
Авария на Чернобыльской АЭС 26 апреля 1986 года стала личной трагедией для Александрова. По его словам:

Руководить таким институтом, как ИАЭ, крупнейшим институтом и сложнейшими работами, и в то же время взять на себя заботу об Академии — надо сказать, это было чрезвычайно тяжело. В конце концов это кончилось печально. И когда случилась Чернобыльская авария, я считаю, с этого времени и моя жизнь начала кончаться, и творческая жизнь.
Поддерживал первоначальную официальную версию о причинах аварии на Чернобыльской АЭС, согласно которой виновниками аварии является обслуживающий персонал ЧАЭС. Однако согласно «Докладу комиссии государственного комитета СССР по надзору за безопасным ведением работ в промышленности и атомной энергетике» аварии на ЛАЭС в 1975 году и ЧАЭС в 1986 году имели общие технические причины
Вину за катастрофу сначала перекладывал на обслуживающий персонал, а потом на главного конструктора РБМК. Игнорировал предупреждения (в том числе и главного конструктора) о недостатках РБМК и предложения коллег по их устранению. После катастрофы ЧАЭС уволил Волкова В. П. и Дубровского Б. Г. за их попытки рассказать о критических недостатках РБМК.
В 1966—1989 годах являлся членом ЦК КПСС.
Скончался 3 февраля 1994 года. Похоронен на Митинском кладбище в Москве.

## Награды

### Награды СССР и Российской Федерации
- Герой Социалистического Труда (1954, 1960, 1973)
- Орден Ленина (6 марта 1945) — за образцовое выполнение заданий командования
- Орден Ленина (29 октября 1949)
- Орден Ленина (19 сентября 1953)
- Орден Ленина (4 января 1954)
- Орден Ленина (11 сентября 1956)
- Орден Ленина (12 февраля 1963)
- Орден Ленина (17 сентября 1975)
- Орден Ленина (10 февраля 1978)
- Орден Ленина (11 февраля 1983)
- Орден Октябрьской Революции (26 апреля 1971)
- Орден Отечественной войны 1-й степени (11 марта 1985)
- Орден Трудового Красного Знамени (10 июня 1945)
- Медаль «За оборону Сталинграда» (1945)
- Медаль «За оборону Севастополя» (1945)
- Ленинская премия (1959)
- Сталинская премия I степени (10 апреля 1942) — за изобретение метода защиты кораблей
- Сталинская премия II степени (1949)
- Сталинская премия I степени (1951) — за научно-техническое руководство проектными и конструкторскими работами заводов №2 и 4 и успешное освоение комбината №817
- Сталинская премия I степени (1953) — за расчётные и экспериментальные работы по созданию реакторов для производства трития
- Государственная премия СССР (1984)
- Почётная Грамота Президиума Верховного Совета Российской Федерации (1993)[27]
- Золотая медаль имени И. В. Курчатова (1968) — по совокупности работ в области атомной энергетики
- Большая золотая медаль имени М. В. Ломоносова (1978) — за выдающиеся достижения в области атомной науки и техники
- Премия имени А. Ф. Иоффе (1980) — за цикл работ по исследованию физической природы механических и электрических свойств твердых тел и ядерной энергетике
- XXXVIII Менделеевский чтец (4 февраля 1982)
- юбилейные и памятные медали

Награды Русской армии Врангеля
- Георгиевский крест 2-й степени
- Георгиевский крест 3-й степени
- Георгиевский крест 4-й степени

### Иностранные награды
- Орден Сухэ-Батора (МНР, 1982)[28]
- Премия имени Карпинского (ФРГ, 1984)

## Семья
Первая жена — Антонина Михайловна Золотарёва, сотрудник ЛФТИ, умерла в 1947 году, в браке родился сын, Юрий Анатольевич Александров — физик.
Вторая жена — Марианна Александровна Балашова (урожд. Беклемишева; 1911—1986), племянница А. П. Беклемишева; в браке родились дочь, Мария Анатольевна Александрова — биолог, сыновья Александр (в домашнем кругу Иван) Анатольевич Александров — биолог и Пётр — физик.
Племянник — физик, академик РАН Евгений Александров

## Память

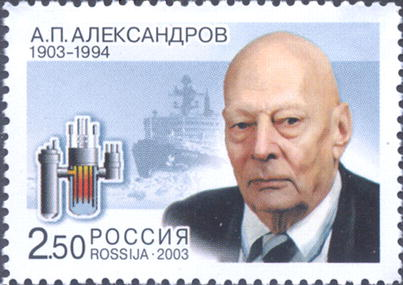
А. П. Александров на почтовой марке 2003 года

- В 1996 году имя присвоено Научно-исследовательскому технологическому институту (НИТИ) в г. Сосновый Бор Ленинградской области.
- В 1969 году в Сосновом Бору был установлен бронзовый бюст.
- Позже в Сосновом Бору был установлен второй бюст.
- В 2002 году Российской академией наук была учреждена золотая медаль имени А. П. Александрова[30].
- В честь А. П. Александрова названа малая планета (2711) Александров (Aleksandrov), открытая астрономом Крымской астрофизической обсерватории Н. С. Черных 31 августа 1978 года[31].
- Мемориальная доска с барельефом установлена в Санкт-Петербурге в 1996 году на фасаде главного здания ФТИ им. А. Ф. Иоффе (Политехническая улица, д. 26): «В этом здании / с 1930 по 1946 год работал / выдающийся / российский ученый / трижды Герой / Социалистического Труда / Анатолий Петрович / Александров».
- Мемориальная доска установлена в Санкт-Петербурге на фасаде ФТИ им. А. Ф. Иоффе (Политехническая улица, д. 26): «В 1936—1940 годах / физтеховцами / под руководством / А. П. Александрова / была разработана / „Система ЛФТИ“ / размагничивания / военных кораблей. / Внедрена / на флотах и флотилиях / Советского Союза / в 1941—1942 годах.»
- Мемориальная доска установлена в Северодвинске (ул. Советская, д. 54): «В этом доме / в 1956—1958 гг. жил и работал / выдающийся учёный-атомщик, / создатель судовых ядерных / энергетических установок / академик / Анатолий Петрович / Александров».
- Мемориальная доска установлена на главном административном здании НИЦ «Курчатовский институт»[32].
- Именем названы улицы: улица в Запорожье, улица в Северо-Западном округе Москвы, близ Института атомной энергии имени И. В. Курчатова (2010), улица в городе Сосновом Бору.
- В честь А. П. Александрова назван морской транспорт вооружения (МТВ) «Академик Александров»[33] проекта 20183.
- В 2003 году Почтой России была выпущена почтовая марка.

## Адреса в Москве
- Пехотная ул., д. 30